# Луї Віттон (дизайнер)
Луї́ Вітто́н (фр. Louis Vuitton, 4 серпня 1821, Лаван-сюр-Валуз — 27 лютого 1892, Аньєр-сюр-Сен) — французький підприємець і дизайнер, засновник дому моди Louis Vuitton.

## Біографія
Віттон народився в родині ремісників, теслярів і фермерів. У віці 10 років померла його мати, капелюшниця, а невдовзі помер і батько. У Луї були погані стосунки з прийомною матір'ю, тому він покинув свій дім у Франш-Конте, навесні 1835 року у віці 13 років. Влаштовуючись на підробітки в дорозі, Віттон подолав пішки приблизно 470 км до Парижу. Прибувши в 1837 році, в розпал промислової революції, він став учнем у пана Маршаля, виробника валіз і дорожніх сумок. За кілька років Віттон здобув репутацію серед престижного класу Парижа як одного з провідних виробників цього ремесла.
Після відновлення Французької імперії за Наполеона III Віттона найняли виробником валіз і пакувальником особистих речей для імператриці Франції. Вона доручила йому «упакувати найкрасивіший одяг вишуканим способом». Це привернуло увагу інших елітних і королівських клієнтів, що забезпечило успіх його кар'єри.
У 1854 році 33-річний Віттон одружився з 16-річною Клеманс-Емілі Парріо. Невдовзі після цього він покинув майстерню Маршаля і відкрив власну майстерню з виготовлення валіз та пакування речей у Парижі. Біля його магазину висіла табличка з написом: «Надійно пакує найкрихкіші предмети. Спеціалізується на модному пакуванні». У 1858 році, натхненний «H.J. Cave & Sons», Віттон представив свої революційні прямокутні полотняні сумки в той час, коли на ринку були лише шкіряні валізи із закругленим верхом. Попит на міцний та легкий дизайн спонукав Віттона розширення до більшої майстерні в Аньєр-сюр-Сен. Оригінальний візерунок полотна, вироблений шелаком, отримав назву «Damier».
Віттон також розробив перший у світі надійний замок на багажні валізи. Усі копії замків надійно зберігалися в майстернях Віттона і були зареєстровані на ім'я власника валізи на випадок, якщо знадобиться інший ключ.
У 1871 році в результаті Франко-прусської війни попит різко впав, і майстерня Віттона була зруйнована. Багато його інструментів було вкрадено, а його персонал розбігся. Віттон негайно перебудував майстерню у самому центрі Парижа. У 1872 році Віттон представив нову колекцію з бежевими візерунками, монограмами та червоною смугою, які залишилися підписом його бренду.
У 1885 році Віттон відкрив свій перший магазин за межами Франції. Все зростаюча популярність виробника валіз привела його на Оксфорд-стріт у Лондоні. Він продовжував працювати аж до самої смерті у віці 70 років 27 лютого 1892 року, внаслідок раку мозку. Після його смерті його син Жорж Віттон взяв на себе управління компанією. Компанія Louis Vuitton, заснована Луї Віттоном, успішно існує до сьогодні, значно розширивши асортимент товарів, що випускаються.